# Chemin de fer de l'Usambara
 (mars 2022).
Le chemin de fer de l'Usambara est une ligne ferroviaire  C'est le premier chemin de fer de l'histoire du chemin de fer en Afrique orientale.

## Histoire

### Afrique orientale allemande
Le pays est alors dénommé Afrique orientale allemande, lorsque la société du Chemin de fer de l'Usambara est créée en 1891 pour construire une ligne qui doit relier le port de Tanga, sur l'océan Indien, au lac Victoria, en passant au sud des Monts Usambara, un massif identifié par les botanistes comme ayant un grand potentiel pour la caféiculture. Après deux ans, la société est en faillite et n'a tracé que 40 km, jusqu'à Korogwe alors que débute deux ans et demie plus tard, en décembre 1895 à Mombasa, le chantier concurrent du chemin de fer de l'Ouganda, achevé en 1903 par les Anglais, et qui relie l'Océan à Kisumu, sur la côte orientale du lac Victoria, en 1901.
Nationalisée en 1899, elle reprend la construction en 1903, très lentement. Vers 1910, un embranchement est construit pour relier la ligne aux scieries de Neu-Hornow. Le 26 septembre 1911, la voie a atteint Moshi au mont Kilimanjaro après 351,4 km. En 1914, un train relie Tanga à Buiko tous les jours et continue jusqu'à Moshi deux jours par semaine, un trajet de 14 heures et 40 minutes.  L'extension vers Arusha a déjà été planifiée mais n'a pas été construite en raison du début de la Première Guerre mondiale.

### Mandat britannique
Ensuite, la colonie est sous mandat britannique, en 1929, lorsque la ligne est prolongée jusqu'à son terminus actuel, Arusha, tout en la reliant au chemin de fer de l'Ouganda. L'East African Railways and Harbours Corporation est créée en 1948 par fusion du Kenya and Uganda Railways and Harbours (en) (KUR), créé en 1929 pour gérer le chemin de fer de l'Ouganda, et du Tanganyika Railways (TR), qui gère le réseau de Tanzanie.

### Tanzanie
Après l'indépendance de la Tanzanie, le 9 décembre 1961, les chemins de fer Central et Usambara sont reliés à la ligne de Mruazi à Ruvu. À l'époque de la Communauté d'Afrique de l'Est, qui comprenait le territoire du Kenya, de l'Ouganda et de la Tanzanie, le chemin de fer d'Usambara appartient à l'East African Railways and Harbours Corporation (EAR). La communauté est dissoute en 1977 et remplacée par la Tanzania Railways Corporation. Celle-ci a été reprise par un investisseur indien en 2007.

## Exploitation
Le 20 juillet 2019, le trafic entre Tanga et Moshi rouvert par le Premier ministre Kassim Majaliwa. Le premier train est un train de ciment de 800 tonnes. Le transport du ciment (un train remplace 30 camions) est moins cher et plus fiable compte tenu des routes en mauvais état. Le premier train de voyageurs continu est parti de Daressalam après Moshi le 7 décembre 2019. Le trafic après Arusha reprend en octobre 2020.